# Edouard Elvis Bvouma
Edouard Elvis Bvouma (Kribi, 1982) is afkomstig uit Kameroen en actief als schrijver, regisseur en acteur. Bvouma is medeoprichter van het Zouria Theater, en hield verschillende residenties in zowel Afrika als Europa, waaronder het "Ville de Paris" in Les Récollets. Van het Franse Instituut ontving hij "Visa pour la création", van het Franse Ministerie van Cultuur het "Odyssée-ACCR".

## Biografie
Bvouma wilde al van jongs af schrijver worden. Zijn eerste stappen in de literaire wereld zette hij als acteur in een theatergezelschap, waar hij een vaste aanwinst werd. Vervolgens begon hij met het schrijven van korte sketches en kortverhalen, waar hij naar eigen zeggen veel humor in tracht te verwerken. De passie van Bvouma ligt in theater en teksten waar een breed publiek zich in kan herkennen, maar schrijft veelal vanuit zijn eigen leefwereld. De meeste van zijn teksten zijn dan ook geschreven in Kameroen, andere Afrikaanse landen en Frankrijk. Bvouma beschrijft zijn eigen theater als "fundamenteel politiek", en extrapoleert zijn eigen ervaringen belevingen uit de werkelijkheid naar de theatrale fictie.

## Publicaties
- L'épreuve par neuf (roman). L'Harmattan (2009)
- L'amère patrie. L'Harmattan (2011)
- L'abominable homme des rêves (theater). In: "Contemporain Cameroun", Ifrikiya (2012)
- Ave Mariana. In: "Nouvelles du Cameroun", Magellan (2011) (Opnieuw uitgegeven in "de la Réunion et du Canada", Magnard (2014))
- L'impasse. In: "La ville de Trayan et autres nouvelles". Fondation de Lille (2015)
- A la guerre comme à la Game Boy (theater). Lansman (2017)
- La poupée barbue (theater). Lansman (2018)
- Not Koko's notes (theater). Lansman (2020)

## Nominaties en prijzen
- Beste auteur van het jaar door Grands Prix Afrique du Théâtre Francophone (2008)
- Speciale vermelding Alain Décaux Literaire Prijs voor de Franstalige wereld (2015)
- Winnaar Inédits d'Afrique et Outremer (2016) voor A la guerre comme à la Game Boy
- Winnaar SACD Franse dramaturgie (2016) voor A la guerre comme à la Game Boy
- Winnaar Sony Labou Tansi-prijs (2020) voor La poupée barbue

- Bibliothèque nationale de France: cb16084984z (data)
- International Standard Name Identifier: 0000 0000 7852 0840
- Système universitaire de documentation: 174541511
- Virtual International Authority File: 90756325